# 1952년 칸 영화제
제5회 칸 영화제는 1952년 4월 23일부터 1952년 5월 10일까지 열린 영화제이다. 프랑스 칸에서 개최되었다.

## 수상

### 심사위원대상
- 우리는 모두 살인자다 - 안드레 카야트 수상

### 감독상
- 팡팡 튤립 - 크리스티앙 자크 수상

### 여우주연상
- 형사 이야기 - 리 그랜트 수상

### 남우주연상
- 혁명아 자파타 - 말론 브란도 수상

### 그랑프리
- 2펜스의 희망 - 레나드 카스테라니 수상
- 오델로 - 오손 웰즈 수상